# 動物性脂肪

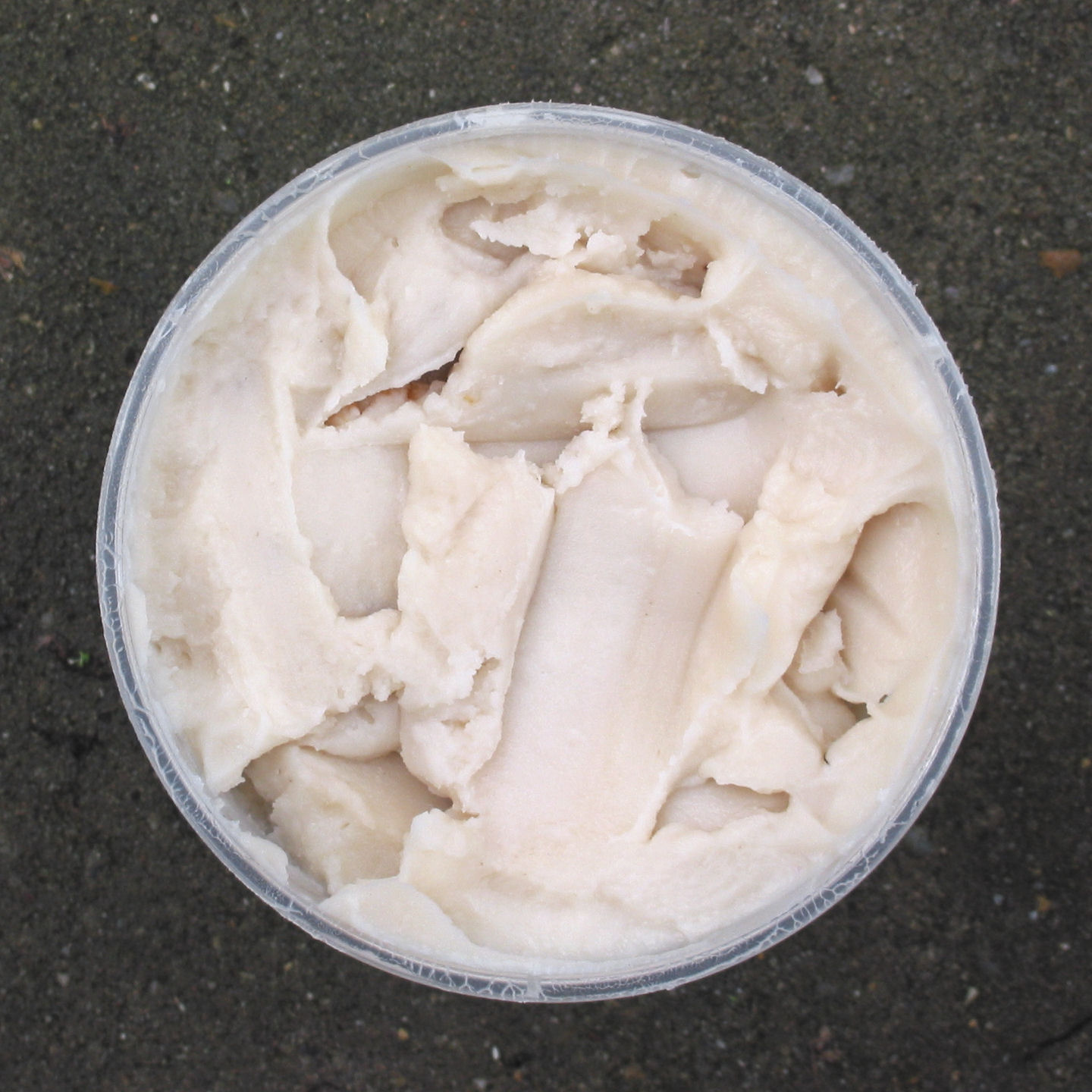
ラード

動物性脂肪（英:Animal fat）は、動物の体内に含まれている脂肪である。
食用成分として、
- 食肉に付随する場合には、獣脂、ヘット（牛脂）、ラード（豚脂）などと呼ばれる。乳由来は乳脂肪と呼ばれる。
- 動物性脂肪由来の飽和脂肪酸の摂取は健康への悪影響が指摘され節制が推奨されているが、アザラシの皮下脂肪などは好影響を持つとの指摘もある。
- 動物の種類によって消化および吸収の際に内臓に負担がかかる場合がある[1]

## 概説
食肉、バター、ラード、乳脂肪の含まれる牛乳や乳製品、バターや乳脂肪を使った菓子が主な供給源である。健康への悪影響が考えられる飽和脂肪酸の主な供給源であり、その摂取量の削減が目標とされてきた。動物性脂肪よりは飽和脂肪酸として言及されることが多いので、より詳しい健康への影響についてはこちらを参照されたい。
1977年に「米国の食事目標」が策定されたときに、総カロリーの30 %に脂肪の摂取量を抑えるために動物性脂肪の摂取を減らしたり、アメリカ人全体の飽和脂肪酸の72 %を供給している大きな摂取源である動物性脂肪の消費量を減らすことが目的となった。そうして指針へと至る議論の中で「動物性脂肪の消費量を減らし、飽和脂肪の摂取量を減らす肉、鶏肉、魚を選択すること」という目標が決定された。これに刺激を受けて日本では1980年（昭和55年）に農政審議会が「日本型食生活」に触れ、1983年（昭和58年）に8項目の指針として提案され、要は米を中心とし多種多様な食品を摂ることによって動物性脂肪や砂糖の摂りすぎを避けるという内容である。続く1985年と、改定された2000年の日本の食生活指針には動物性脂肪に関する指針が含まれる。
- 動物性の脂肪より植物油を多めに「健康づくりのための食生活指針」1985年[4]
- 脂肪のとりすぎをやめ、動物、植物、魚由来の脂肪をバランスよくとりましょう「食生活指針」2000年[5][6]

動物性脂肪を供給する食品には、牛、豚、羊といった食肉、鶏肉、卵、バター、ラード、乳脂肪の含まれる牛乳、チーズ、アイスクリームなどがある。乳脂肪は飽和脂肪酸の比率が高い食品であり、低脂肪牛乳として除去された脂肪はプレミアムアイスクリーム、バターとして、またそうしてベーカリーなどに使われる。牛や豚よりも、鶏肉や魚は飽和脂肪酸が少なく不飽和脂肪酸が多い。
畜産動物の生産者は霜降り肉のように牛を肥え太らせ、脂肪の割合が多いことに優良品の価値を与えてきた。もともと野生動物では、小動物より大型動物の方が脂肪を蓄えており、また皮下や腹部に蓄積する飽和脂肪酸は1年中ほとんど枯渇しており、筋肉や臓器に蓄えられる不飽和脂肪酸が優勢である。人類の間に畜産技術が出現すると動物の脂肪の減少は軽減され、チーズ、バター、塩漬け肉といった保存技術が発達した。19世紀なると刈り取り機や輸送手段となる鉄道の発達によって、それまでと異なる、主にトウモロコシを飼料とする畜産が発達し、1885年までには、牧草牛とも異なった2歳で545 kgにもなる牛が飼育されるようになった。肥満で飽和脂肪酸が多いという特徴を持つこうした牛は、さらに体脂肪率がピークの時に屠殺され、人間の食餌となっていく。21世紀初頭にアメリカ合衆国で飼育されている牛の99 %は、およそ200年前以前には見られなかったこうした牛である。人類は効率的に肥満動物の飽和脂肪酸を摂取するようになり、20世紀後半には問題が発覚してきたということになる。
動物性脂肪の組成を変化させる試みは行われており、魚油を添加した餌を与えた鶏卵では心疾患のリスク軽減に期待できるω-3脂肪酸の比率は増加する。このように生産方法によって、動物性脂肪中の脂肪の組成は変化する。
他方、アメリカ人全体の残りの飽和脂肪酸の供給源の残りは植物油であり、水素添加されたショートニングやマーガリンその多くを占める。これは、後の2000年前後にトランス脂肪酸として言及され、対策が取られてきた。
動物性脂肪は飽和脂肪酸を多く含むので植物性脂肪と比較して一般に融点が高い。そのため常温で液体である多くの植物油と異なり、動物性脂肪は常温で固体となりやすい。
なお、2015年（平成27年）にはIARC発がん性リスクにて、ベーコンなど加工肉は発がん性ありのグループ1に、牛豚羊馬ヤギなど赤肉はおそらくありのグループ2に指定された。特に前者ではニトロソアミンというタンパク質の関与が知られており、脂肪に限ったことではない。